# Lista Somos cu cele mai bune 100 de filme mexicane
Lista Somos a celor mai bune 100 de filme mexicane datează din iulie 1994, când revista mexicană Somos, cu ocazia editării numărului 100, a publicat o ediție specială dedicată celor mai bune 100 de filme ale cinematografiei mexicane. Pentru a face această selecție, revista a invitat 25 de specialiști pe această temă, printre care criticii Jorge Ayala Blanco, Pepe Návar, Nelson Carro și Tomás Pérez Turrent, istoricii Eduardo de la Vega Alfaro și Gustavo García Gutiérrez, scriitorul Carlos Monsiváis și fotograful Gabriel Figueroa, printre alții.
Lista revistei include doar lungmetraje a căror producție a fost în întregime sau în principal mexicană, de unde și lipsa anumitor filme importante precum Viridiana (1961) de Luis Buñuel. Cel mai vechi film selectat, 	El automóvil gris, datează din 1919, iar cel mai recent, Cronos și Como agua para chocolate din 1992. De remarcat că acest lucru ne face și să considerăm că cei mai mari regizori ai cinematografiei hispanice și mexicane ai secolului XX sunt Emilio Fernández și Luis Buñuel.
Pe 9 iunie 2020, portalul Sector Cine a încercat să actualizeze lista adăugând filme mexicane din 1994 până în 2020, dar cu criterii și metodologie diferite de cele folosite de revista Somos.

## Cele 100 de filme
| Loc | An   | Titlu                                                             | Regizor                                   |
| --- | ---- | ----------------------------------------------------------------- | ----------------------------------------- |
| 1   | 1936 | Haideți cu Pancho Villa! (¡Vámonos con Pancho Villa!)             | Fernando de Fuentes                       |
| 2   | 1950 | Los olvidados                                                     | Luis Buñuel                               |
| 3   | 1933 | Prietenul Mendoza (El compadre Mendoza)                           | Fernando de Fuentes                       |
| 4   | 1949 | Aventurera                                                        | Alberto Gout                              |
| 5   | 1948 | Una familia de tantas                                             | Alejandro Galindo                         |
| 6   | 1959 | Nazarín                                                           | Luis Buñuel                               |
| 7   | 1952 | Él                                                                | Luis Buñuel                               |
| 8   | 1933 | La mujer del puerto                                               | Arcady Boytler                            |
| 9   | 1977 | El lugar sin límites                                              | Arturo Ripstein                           |
| 10  | 1940 | Ahí está el detalle                                               | Juan Bustillo Oro                         |
| 11  | 1945 | Campeón sin corona                                                | Alejandro Galindo                         |
| 12  | 1946 | Îndrăgostita (Enamorada)                                          | Emilio Fernández                          |
| 13  | 1948 | Fata mexicană (Pueblerina)                                        | Emilio Fernández                          |
| 14  | 1975 | Canoa                                                             | Felipe Cazals                             |
| 15  | 1961 | Los hermanos del hierro                                           | Ismael Rodríguez                          |
| 16  | 1962 | Îngerul exterminator (El ángel exterminador)                      | Luis Buñuel                               |
| 17  | 1978 | Cadena perpetua                                                   | Arturo Ripstein                           |
| 18  | 1949 | El rey del barrio                                                 | Gilberto Martínez Solares                 |
| 19  | 1959 | El esqueleto de la señora Morales                                 | Rogelio A. González                       |
| 20  | 1950 | Víctimas del pecado                                               | Emilio Fernández                          |
| 21  | 1962 | Tiburoneros                                                       | Luis Alcoriza                             |
| 22  | 1943 | Distinto amanecer                                                 | Julio Bracho                              |
| 23  | 1948 | Rio Escondido                                                     | Emilio Fernández                          |
| 24  | 1949 | La oveja negra                                                    | Ismael Rodríguez                          |
| 25  | 1946 | La otra                                                           | Roberto Gavaldón                          |
| 26  | 1970 | Reed, México insurgente                                           | Paul Leduc                                |
| 27  | 1947 | Nosotros los pobres                                               | Ismael Rodríguez                          |
| 28  | 1948 | Salón México                                                      | Emilio Fernández                          |
| 29  | 1950 | Doña Perfecta                                                     | Alejandro Galindo                         |
| 30  | 1943 | Floare de câmp (Flor silvestre)                                   | Emilio Fernández                          |
| 31  | 1975 | La pasión según Berenice                                          | Jaime Humberto Hermosillo                 |
| 32  | 1960 | La sombra del caudillo                                            | Julio Bracho                              |
| 33  | 1948 | Calabacitas tiernas (¡Ay qué bonitas piernas!)                    | Gilberto Martínez Solares                 |
| 34  | 1952 | Dos tipos de cuidado                                              | Ismael Rodríguez                          |
| 35  | 1957 | El vampiro                                                        | Fernando Méndez                           |
| 36  | 1944 | La barraca                                                        | Roberto Gavaldón                          |
| 37  | 1943 | María Candelaria (Xochimilco)                                     | Emilio Fernández                          |
| 38  | 1950 | El suavecito                                                      | Fernando Méndez                           |
| 39  | 1947 | La diosa arrodillada                                              | Roberto Gavaldón                          |
| 40  | 1992 | Los confines                                                      | Mitl Valdez                               |
| 41  | 1964 | El gallo de oro                                                   | Roberto Gavaldón                          |
| 42  | 1969 | El topo                                                           | Alejandro Jodorowsky                      |
| 43  | 1950 | Sensualidad                                                       | Alberto Gout                              |
| 44  | 1968 | El grito                                                          | Leobardo López Aretche                    |
| 45  | 1991 | Danzón                                                            | María Novaro                              |
| 46  | 1950 | Susana                                                            | Luis Buñuel                               |
| 47  | 1955 | Viața criminală a lui Archibaldo de la Cruz (Ensayo de un crimen) | Luis Buñuel                               |
| 48  | 1961 | Tlayucan                                                          | Luis Alcoriza                             |
| 49  | 1956 | Ladrón de cadáveres                                               | Fernando Méndez                           |
| 50  | 1983 | Frida, naturaleza viva                                            | Paul Leduc                                |
| 51  | 1948 | Los tres huastecos                                                | Ismael Rodríguez                          |
| 52  | 1991 | El bulto                                                          | Gabriel Retes                             |
| 53  | 1979 | María de mi corazón                                               | Jaime Humberto Hermosillo                 |
| 54  | 1951 | La noche avanza                                                   | Roberto Gavaldón                          |
| 55  | 1951 | A. T. M. A toda máquina!                                          | Ismael Rodríguez                          |
| 56  | 1992 | Como agua para chocolate                                          | Alfonso Arau                              |
| 57  | 1943 | México de mis recuerdos                                           | Juan Bustillo Oro                         |
| 58  | 1966 | Los caifanes                                                      | Juan Ibáñez                               |
| 59  | 1959 | Macario                                                           | Roberto Gavaldón                          |
| 60  | 1975 | El apando                                                         | Felipe Cazals                             |
| 61  | 1990 | Cabeza de Vaca                                                    | Nicolás Echevarría                        |
| 62  | 1967 | Juego de mentiras                                                 | Archibaldo Burns                          |
| 63  | 1950 | Rosauro Castro                                                    | Roberto Gavaldón                          |
| 64  | 1948 | ¡Esquina bajan!                                                   | Alejandro Galindo                         |
| 65  | 1984 | Doña Herlinda y su hijo                                           | Jaime Humberto Hermosillo                 |
| 66  | 1956 | Torero                                                            | Carlos Velo                               |
| 67  | 1931 | Santa                                                             | Antonio Moreno                            |
| 68  | 1947 | Gángsters contra charros                                          | Juan Orol                                 |
| 69  | 1991 | La mujer de Benjamín                                              | Carlos Carrera                            |
| 70  | 1950 | En la palma de tu mano                                            | Roberto Gavaldón                          |
| 71  | 1976 | Matinée                                                           | Jaime Humberto Hermosillo                 |
| 72  | 1985 | Amor a la vuelta de la esquina                                    | Alberto Cortés                            |
| 73  | 1949 | Doña Diabla                                                       | Tito Davison                              |
| 74  | 1971 | Mecánica nacional                                                 | Luis Alcoriza                             |
| 75  | 1943 | Doña Bárbara                                                      | Fernando de Fuentes                       |
| 76  | 1985 | Los motivos de Luz                                                | Felipe Cazals                             |
| 77  | 1992 | Cronos                                                            | Guillermo del Toro                        |
| 78  | 1991 | Ángel de fuego                                                    | Dana Rotberg                              |
| 79  | 1935 | Luponini de Chicago                                               | José Bohr                                 |
| 80  | 1945 | Perla (La perla)                                                  | Emilio Fernández                          |
| 81  | 1983 | Nocaut                                                            | José Luis García Agraz                    |
| 82  | 1943 | Santa                                                             | Norman Foster și Alfredo Gómez de la Vega |
| 83  | 1946 | Los tres García                                                   | Ismael Rodríguez                          |
| 84  | 1937 | Águila o sol                                                      | Arcady Boytler                            |
| 85  | 1942 | El baisano Jalil                                                  | Joaquín Pardavé                           |
| 86  | 1934 | Janitzio                                                          | Carlos Navarro                            |
| 87  | 1991 | Sólo con tu pareja                                                | Alfonso Cuarón                            |
| 88  | 1964 | Viento negro                                                      | Servando González                         |
| 89  | 1936 | Acolo, în ferma mare (Allá en el Rancho Grande)                   | Fernando de Fuentes                       |
| 90  | 1942 | Historia de un gran amor                                          | Julio Bracho                              |
| 91  | 1954 | Escuela de vagabundos                                             | Rogelio A. González                       |
| 92  | 1949 | La malquerida                                                     | Emilio Fernández                          |
| 93  | 1944 | Las abandonadas                                                   | Emilio Fernández                          |
| 94  | 1934 | Dos monjes                                                        | Juan Bustillo Oro                         |
| 95  | 1953 | Iluzia călătorește în tramvai (La ilusión viaja en tranvía)       | Luis Buñuel                               |
| 96  | 1959 | La cucaracha                                                      | Ismael Rodríguez                          |
| 97  | 1953 | Espaldas mojadas                                                  | Alejandro Galindo                         |
| 98  | 1919 | El automóvil gris                                                 | Enrique Rosas                             |
| 99  | 1943 | Una carta de amor                                                 | Miguel Zacarías                           |
| 100 | 1977 | Naufragio                                                         | Jaime Humberto Hermosillo                 |